# WCW World Heavyweight Championship
Il WCW World Heavyweight Championship è stato il titolo principale della divisione maschile della World Championship Wrestling, creato il 10 gennaio 1991 e ritirato il 18 novembre 2001.
In seguito alla vendita della WCW nel marzo del 2001, la cintura passò all'acquirente World Wrestling Federation e fu unificata all'interno del WWF Championship il 18 novembre dello stesso anno. Il design della cintura fu riutilizzato per il World Heavyweight Championship, titolo promosso dalla WWE tra il 2002 e il 2013.

## Storia

### Formazione del titolo
Nel novembre del 1988 la Turner Broadcasting System acquistò la Jim Crockett Promotions, che in quegli anni era affiliata alla National Wrestling Alliance e promuoveva eventi con il nome di NWA World Championship Wrestling. Inizialmente la promozione rimase affiliata alla Alliance, riducendo gradualmente l'uso del nome NWA in favore del nome World Championship Wrestling, o WCW, con conseguente rinominazione della federazione. L'11 gennaio 1991 Ric Flair sconfisse Sting per vincere il NWA World Heavyweight Championship e fu riconosciuto anche come WCW World Heavyweight Champion, nonostante non ci fosse una cintura per tale titolo, con i campioni che continuarono ad utilizzare la cintura della NWA. Per questo motivo, spesso la WCW ha considerato il titolo come un diretto discendente del titolo NWA.

### Separazione dal titolo NWA e nascita del WCW International
Il 1º luglio 1991, a seguito di una differenza di visioni con il vicepresidente esecutivo Jim Herd, Ric Flair lasciò la WCW passando alla World Wrestling Federation, di proprietà di Vince McMahon. Quando Herd rifiutò di restituire la cauzione di 25.000 dollari, sostenendo che fosse responsabilità della NWA, Flair tenne con se la Big Gold Belt, la cintura che al tempo rappresentava il titolo massimo NWA. La cintura fu sostituita con un nuovo design e fu vinta da Lex Luger, che sconfisse Barry Windham per riassegnare il titolo vacante.
In seguito ad una polemica tra la WCW e gli altri territori NWA, che volevano la possibilità di promuovere il NWA World Heavyweight Championship, nel 1993 la WCW lasciò la NWA mantenendo la Big Gold Belt, che intanto era stata restituita da Flair, che andò a comporre il neonato WCW International World Heavyweight Championship, mentre il WCW World Heavyweight Championship rimase rappresentato dalla cintura che aveva debuttato dopo la partenza di Flair.

### Unificazione
Nel 1994 la WCW decise di unificare il WCW World Heavyweight Title e il WCW International Title: il match di unificazione avvenne nel giugno 1994 tra Ric Flair e Sting, venendo vinto dal primo. Flair unificò così i due titoli all'interno del WCW World Heavyweight Championship e ritirando l'International, mantenendo però il design della Big Gold Belt.
Durante i regni di Hollywood Hogan tra il 1996 e il 1998, come parte della storyline riguardante il New World Order, la cintura riportava la dicitura "nWo" effettuata con uno spray nero ed era spesso promossa con il nome di nWo/WCW World Heavyweight Championship.

### Passaggio alla WWF
Nel marzo 2001 la World Wrestling Federation acquistò la World Championship Wrestling. Poche settimane dopo iniziò la storyline dell'Invasion, nella quale nella programmazione WWF iniziarono ad essere promossi i titoli WCW, incluso il WCW World Heavyweight Title che fu rinominato in WCW Championship. Alla fine dell'Invasion, il titolo fu prima rinominato in World Championship e successivamente unificato a Vengeance 2001, quando Chris Jericho sconfisse nella stessa sera The Rock per il World Championship e Steve Austin per il WWF Championship per unire i due titoli nell'Undisputed WWF Championship. Jericho divenne così l'ultimo campione WCW e il primo campione "undisputed" WWF. Inizialmente il nuovo titolo prevedeva entrambe le cinture, ma furono sostituite da una singola cintura nell'aprile 2002.

### Cintura
La Big Gold Belt era di cuoio nero con la placca centrale dorata e decorata con diversi ghirigori, con un planisfero al centro con una corona sopra di esso. All'estremità della cintura era montato il logo della WCW e sotto di esso la scritta "World Heavyweight Wrestling Champion". La placca era fissata alla parte in cuoio con otto gemme rosse e con ad entrambi i lati del planisfero coronato due lottatori intenti a combattere. Su entrambi i lati della cintura erano presenti due placche rettangolari dorate e fissate alla parte in cuoio con quattro gemme rosse, con al centro due lottatori intenti a combattere. Questa versione del titolo verrà ripresa esattamente uguale dalla WWE per il World Heavyweight Championship.

## Nomi
| Nome                               | Anni                               |
| ---------------------------------- | ---------------------------------- |
| WCW World Heavyweight Championship | 11 gennaio 1991 – 26 marzo 2001    |
| WCW Championship                   | 24 giugno 2001 – 18 novembre 2001  |
| World Championship                 | 19 novembre 2001 – 9 dicembre 2001 |

## Albo d'oro
| #                            | Campione            | Regno | Data              | Giorni | Località              | Evento                                 | Note |
| ---------------------------- | ------------------- | ----- | ----------------- | ------ | --------------------- | -------------------------------------- | --- |
| World Championship Wrestling |                     |       |                   |        |                       |                                        | |
| 1                            | Ric Flair           | 1     | 11 gennaio 1991   | 171    | East Rutherford, NJ   | House Show                             | Flair sconfisse Sting per l'NWA World Heavyweight Championship. La WCW iniziò a considerare Flair come WCW World Heavyweight Champion mentre continuava ad usare la cintura NWA. La WWE riconosce questo regno come se fosse l'NWA World Heavyweight Championship (e non WCW) e questo regno è contato come tra i sedici titoli mondiali totali vinti da Flair. |
| —                            | Vacante             | —     | 1º luglio 1991    | —      | —                     | —                                      | Il titolo è stato reso vacante quando Flair è passato alla World Wrestling Federation, portando con sé la cintura. |
| 2                            | Lex Luger           | 1     | 14 luglio 1991    | 230    | Baltimora, MD         | The Great American Bash                | Lex Luger era inizialmente il contendente n°1 al titolo di Ric Flair, ma quando questi lasciò la WCW per la WWF e il titolo venne dichiarato vacante Barry Windham venne nominato il contendente n°1. Luger sconfisse Windham in uno Steel Cage match per la riassegnazione del titolo vacante. Venne creata una nuova versione della cintura e assegnata a Luger. |
| 3                            | Sting               | 1     | 29 febbraio 1992  | 134    | Milwaukee, WI         | SuperBrawl II                          | |
| 4                            | Big Van Vader       | 1     | 12 luglio 1992    | 21     | Albany, GA            | The Great American Bash                | |
| 5                            | Ron Simmons         | 1     | 2 agosto 1992     | 150    | Baltimora, MD         | House Show                             | A causa di un infortunio Sting non poté affrontare Vader, così Ron Simmons prese il suo posto. La WWE riconosce Simmons come il primo campione afroamericano a vincere un titolo mondiale di wrestling. In onda il 16 agosto 1992. |
| 6                            | Big Van Vader       | 2     | 30 dicembre 1992  | 71     | Baltimore, MD         | House Show                             | |
| 7                            | Sting               | 2     | 11 marzo 1993     | 6      | Londra, Inghilterra   | House Show                             | |
| 8                            | Big Van Vader       | 3     | 17 marzo 1993     | 285    | Dublino, Irlanda      | House Show                             | Nel settembre del 1993 la WCW si staccò dalla NWA e creò una sua succursale chiamata WCW International. Ric Flair vinse l'NWA World Heayvweight Championship (di nuovo rappresentato dalla Big Gold Belt) e tornò in WCW, venendo ricordato come il primo WCW International World Heavyweight Championship. |
| 9                            | Ric Flair           | 2     | 27 dicembre 1993  | 115    | Charlotte, NC         | Starrcade 1993: 10th Anniversary       | In un Title vs. Career match. |
| —                            | Vacante             | —     | 17 aprile 1994    | —      | Rosemont, IL          | Spring Stampede                        | Reso vacante a causa di un doppio schienamento in un match tra Ric Flair e Ricky Steamboat. Questo non è riconosciuto dalla WWE. |
| †                            | Ric Flair           | —     | 21 aprile 1994    | 87     | Atlanta, GA           | Saturday Night                         | Ric Flair sconfisse Ricky Steamboat in un rematch per la riassegnazione del titolo vacante. In onda il 14 maggio 1994. La WCW riconosce questo regno mentre la WWE riconosce questo regno come una continuazione del precedente regno di Flair. Il 23 giugno 1994 il titolo venne unificato con il WCW International World Heavyweight Championship quando Flair sconfisse Sting. Il WCW International World Heavyweight Championship venne ritirato e il WCW World Heavyweight Championship continuò ad essere rappresentato dalla Big Gold Belt. |
| 10                           | Hulk Hogan          | 1     | 17 luglio 1994    | 469    | Orlando, FL           | Bash at the Beach                      | |
| 11                           | The Giant           | 1     | 29 ottobre 1995   | 8      | Detroit, MI           | Halloween Havoc                        | Il cambio di titolo poteva avvenire anche per squalifica. The Giant venne dichiarato vincitore per squalifica di Hogan a causa del manager di quest'ultimo, Jimmy Hart, e dei membri del Dungeon of Doom. |
| —                            | Vacante             | —     | 6 novembre 1995   | —      | Jacksonville, FL      | Nitro                                  | The Giant è stato privato del titolo a causa del finale controverso del match di Halloween Havoc. |
| 12                           | Randy Savage        | 1     | 26 novembre 1995  | 31     | Norfolk, VA           | World War 3                            | Nel primo World War 3 match con in palio il titolo vacante. Randy Savage ha eliminato per ultimo One Man Gang per vincere il match e il titolo. |
| 13                           | Ric Flair           | 3     | 27 dicembre 1995  | 26     | Nashville, TN         | Starrcade 1995: World Cup of Wrestling | |
| 14                           | Randy Savage        | 2     | 22 gennaio 1996   | 20     | Las Vegas, NV         | Nitro                                  | |
| 15                           | Ric Flair           | 4     | 11 febbraio 1996  | 71     | Saint Petersburg, FL  | SuperBrawl VI                          | In uno Steel Cage match. |
| 16                           | The Giant           | 2     | 22 aprile 1996    | 110    | Albany, GA            | Nitro                                  | In onda il 29 aprile 1996. |
| 17                           | Hollywood Hogan     | 2     | 10 agosto 1996    | 359    | Sturgis, SD           | Hog Wild                               | Hollywood Hogan era precedentemente noto come Hulk Hogan. Il titolo venne rinominato ufficiosamente nWo World Heavyweight Championship. |
| 18                           | Lex Luger           | 2     | 4 agosto 1997     | 5      | Auburn Hills, MI      | Nitro                                  | |
| 19                           | Hollywood Hogan     | 3     | 9 agosto 1997     | 141    | Sturgis, SD           | Road Wild                              | |
| 20                           | Sting               | 3     | 28 dicembre 1997  | 11     | Washington            | Starrcade                              | Hogan inizialmente aveva vinto il match ma, a causa di una controversia tra i due arbitri, l'incontro venne fatto ripartire venendo vinto da Sting per sottomissione. |
| —                            | Vacante             | —     | 8 gennaio 1998    | —      | Daytona Beach, FL     | Thunder                                | Reso vacante a seguito del finale controverso di Starrcade. |
| 21                           | Sting               | 4     | 22 febbraio 1998  | 56     | Daly City, CA         | SuperBrawl VIII                        | Sting sconfisse Hollywood Hulk Hogan in un rematch per la riassegnazione del titolo vacante. |
| 22                           | Randy Savage        | 3     | 19 aprile 1998    | 1      | Denver, CO            | Spring Stampede                        | In un No Disqualification match. |
| 23                           | Hollywood Hogan     | 4     | 20 aprile 1998    | 77     | Colorado Springs, CO  | Nitro                                  | In un No Disqualification match. |
| 24                           | Goldberg            | 1     | 6 luglio 1998     | 174    | Atlanta, GA           | Nitro                                  | |
| 25                           | Kevin Nash          | 1     | 27 dicembre 1998  | 8      | Washington, D.C       | Starrcade                              | |
| 26                           | Hollywood Hogan     | 5     | 4 gennaio 1999    | 69     | Atlanta, GA           | Nitro                                  | Questo era il Fingerpoke of Doom. |
| 27                           | Ric Flair           | 5     | 14 marzo 1999     | 28     | Louisville, KY        | Uncesored                              | In un First Blood Barbed Wire Steel Cage match. |
| 28                           | Diamond Dallas Page | 1     | 11 aprile 1999    | 15     | Tacoma, WA            | Spring Stampede                        | In un Four Corners match che includeva anche Hollywood Hulk Hogan e Sting. Randy Savage era inoltre l'arbitro speciale. |
| 29                           | Sting               | 5     | 26 aprile 1999    | <1     | Fargo, ND             | Nitro                                  | La WWE considera questo regno come continuo dal 26 aprile al 29 aprile 1999 ma in realtà il titolo venne perso da Sting la stessa notte in cui lo aveva vinto. |
| 30                           | Diamond Dallas Page | 2     | 26 aprile 1999    | 13     | Fargo, ND             | Nitro                                  | In un Four Corners match che includeva anche Goldberg e Kevin Nash. La WWE considera il regno di Page come se fosse durato 14 giorni. |
| 31                           | Kevin Nash          | 2     | 9 maggio 1999     | 63     | St. Louis, MO         | Slamboree                              | |
| 32                           | Randy Savage        | 4     | 11 luglio 1999    | 1      | Ft. Lauderdale, FL    | Bash at the Beach                      | In un Tag Team match in cui Savage faceva coppia con Sid Vicious contro Kevin Nash e Sting. Chi avesse fatto lo schienamento vincente sarebbe stato dichiarato campione; Savage schienò Nash vincendo il titolo. |
| 33                           | Hollywood Hogan     | 6     | 12 luglio 1999    | 62     | Jacksonville, FL      | Nitro                                  | |
| 34                           | Sting               | 6     | 12 settembre 1999 | 43     | Winston-Salem, NC     | Fall Brawl                             | |
| —                            | Vacante             | —     | 25 ottobre 1999   | —      | Phoenix, AZ           | Nitro                                  | Sting è stato privato del titolo dopo aver perso un match non titolato contro Goldberg e dopo aver attaccato l'arbitro Charles Robinson ad Halloween Havoc. |
| 35                           | Bret Hart           | 1     | 21 novembre 1999  | 29     | Toronto, Ontario      | Mayhem                                 | Bret Hart sconfisse Chris Benoit nella finale di un torneo per la riassegnazione del titolo vacante. |
| —                            | Vacante             | —     | 20 dicembre 1999  | —      | Baltimora, MD         | Nitro                                  | Il titolo fu reso vacante in seguito al finale controverso del match di Starrcade con Goldberg. |
| 36                           | Bret Hart           | 2     | 20 dicembre 1999  | 27     | Baltimora, MD         | Nitro                                  | Battendo Goldberg in un rematch per la riassegnazione del titolo. |
| —                            | Vacante             | —     | 16 gennaio 2000   | —      | Cincinnati, OH        | Souled Out                             | Il titolo fu reso vacante per l'infortunio di Bret Hart. |
| 37                           | Chris Benoit        | 1     | 16 gennaio 2000   | 1      | Cincinnati, OH        | Souled Out                             | Chris Benoit sconfisse Sid Vicious in un match per la riassegnazione del titolo vacante. Poiché Benoit lasciò la WCW per la WWF, questo regno non è riconosciuto dalla WCW ma è invece riconosciuto dalla WWE. |
| —                            | Vacante             | —     | 17 gennaio 2000   | —      | Columbus, OH          | Nitro                                  | Il titolo fu reso vacante in seguito al finale controverso del match di Souled Out con Sid Vicious. In realtà, il titolo gli fu tolto poiché Benoit firmò per la WWF a causa di divergenze con la direzione. |
| 38                           | Sid Vicious         | 1     | 24 gennaio 2000   | 1      | Los Angeles, CA       | Nitro                                  | Sid Vicious sconfisse Kevin Nash in un match per la riassegnazione del titolo vacante. La WWE considera il regno di Vicious come se fosse durato due giorni. |
| —                            | Vacante             | —     | 25 gennaio 2000   | —      | Las Vegas, NV         | Thunder                                | Titolo revocato da parte del Commissioner della WCW Kevin Nash. In onda il 26 gennaio 2000. |
| 39                           | Kevin Nash          | 3     | 25 gennaio 2000   | <1     | Las Vegas, NV         | Thunder                                | Kevin Nash si assegnò il titolo. Questo regno non è mai stato riconosciuto dalla WCW. Ma è valido per la WWE che riconosce Nash come un cinque volte campione. |
| 40                           | Sid Vicious         | 2     | 25 gennaio 2000   | 76     | Las Vegas, NV         | Thunder                                | In un Triangle Steel Cage match che includeva anche Kevin Nash e Ron Harris. Vicious sottomise Nash per vincere il match e il titolo. |
| —                            | Vacante             | —     | 10 aprile 2000    | —      | Denver, CO            | Nitro                                  | Tutti i titoli WCW sono stati dichiarati vacanti da Vince Russo ed Eric Bischoff. |
| 41                           | Jeff Jarrett        | 1     | 16 aprile 2000    | 8      | Chicago, IL           | Spring Stampede                        | Jeff Jarrett sconfisse Diamond Dallas Page nella finale di un torneo per la riassegnazione del titolo |
| 42                           | Diamond Dallas Page | 3     | 24 aprile 2000    | 1      | Rochester, NY         | Nitro                                  | In uno Steel Cage match. |
| 43                           | David Arquette      | 1     | 25 aprile 2000    | 12     | Syracuse, NY          | Thunder                                | In un Tag Team match dove Arquette faceva coppia con Diamond Dallas Page contro Eric Bischoff e Jeff Jarrett; il lottatore che avesse fatto lo schienamento vincente sarebbe stato dichiarato campione; Arquette schienò Bischoff per vincere il match e il titolo. In onda il 26 aprile 2000. |
| 44                           | Jeff Jarrett        | 2     | 7 maggio 2000     | 8      | Kansas City, MO       | Slamboree                              | In un Triple Cage match che includeva anche Diamond Dallas Page. |
| 45                           | Ric Flair           | 6     | 15 maggio 2000    | 7      | Biloxi, MS            | Nitro                                  | |
| —                            | Vacante             | —     | 22 maggio 2000    | —      | Grand Rapids, MI      | Nitro                                  | Vince Russo revocò il titolo a Ric Flair. |
| 46                           | Jeff Jarrett        | 3     | 22 maggio 2000    | 1      | Grand Rapids, MI      | Nitro                                  | Vince Russo premiò Jarrett con il titolo, che però venne rubato da Kevin Nash. Questi venne dunque forzato ad affrontare Jarrett in un No Holds Barred match dove venne sconfitto e privato del titolo. La WWE riconosce questo regno come se si fosse concluso il 24 maggio 2000, quando l'episodio andò in onda. |
| 47                           | Kevin Nash          | 4     | 23 maggio 2000    | 6      | Saginaw, MI           | Thunder                                | In un Triple Threat Match che includeva anche Scott Steiner. La WWE considera questo regno come se fosse iniziato il 24 maggio del 2000, quando l'episodio andò in onda. |
| 48                           | Ric Flair           | 7     | 29 maggio 2000    | <1     | Salt Lake City, UT    | Nitro                                  | Flair ricevette il titolo da Kevin Nash. |
| 49                           | Jeff Jarrett        | 4     | 29 maggio 2000    | 41     | Salt Lake City, UT    | Nitro                                  | |
| 50                           | Booker T            | 1     | 9 luglio 2000     | 50     | Daytona Beach, FL     | Bash at the Beach                      | Hulk Hogan fu coinvolto in un controverso segmento con Vince Russo. Hogan doveva affrontare Jarret per il WCW World Heavyweight Championship ma prima del match ci fu una disputa fra Hogan e Russo. Il match, che doveva contrapporre Hogan e Jeff Jarrett, si rivelò una farsa poiché Jarrett, su ordine preciso di Russo, si stese a terra, permettendo a Hogan di schienarlo facilmente. Successivamente, Russo accusò Hogan di usare in modo ricattatorio e intransigente il "potere" contrattuale e l'autorità di cui godeva nel backstage. La vittoria del titolo di Hogan venne invalidata (e mai riconosciuta) quella stessa sera e fu messo in palio il titolo in un match fra Booker T e Jeff Jarrett. |
| 51                           | Kevin Nash          | 5     | 28 agosto 2000    | 20     | Las Cruces, NM        | Nitro                                  | |
| 52                           | Booker T            | 2     | 17 settembre 2000 | 8      | Buffalo, NY           | Fall Brawl                             | In un Cage Heat match. |
| 53                           | Vince Russo         | 1     | 25 settembre 2000 | 7      | Uniondale, NY         | Nitro                                  | In uno Steel Cage match. |
| —                            | Vacante             | —     | 2 ottobre 2000    | —      | Daly City, CA         | —                                      | Reso vacante da Russo poiché, non essendo un wrestler, non intendeva difenderlo. |
| 55                           | Booker T            | 3     | 2 ottobre 2000    | 55     | Daly City, CA         | Nitro                                  | Booker T sconfisse Jeff Jarrett in un San Francisco 49ers match per la riassegnazione del titolo. |
| 56                           | Scott Steiner       | 1     | 6 novembre 2000   | 120    | Milwaukee, WI         | Mayhem                                 | In un Straightjacket Steel Cage match. |
| 57                           | Booker T            | 4     | 26 marzo 2001     | 120    | Panama City Beach, FL | Nitro                                  | Il titolo e gli altri riconoscimenti della WCW vennero acquistati dalla World Wrestling Federation il 23 marzo 2001. Il titolo venne difeso nei programmi della WWF e il 24 giugno 2001 venne rinominato WCW Championship. Durante questo regno Booker T deteneva anche il WCW United States Championship. |
| World Wrestling Federation   |                     |       |                   |        |                       |                                        | |
| 58                           | Kurt Angle          | 1     | 24 luglio 2001    | 6      | Pittsburgh, PA        | SmackDown!                             | In onda il 26 luglio 2001. |
| 59                           | Booker T            | 5     | 30 luglio 2001    | 20     | Philadelphia, PA      | Raw is War                             | |
| 60                           | The Rock            | 1     | 19 agosto 2001    | 63     | San Jose, CA          | SummerSlam                             | |
| 61                           | Chris Jericho       | 1     | 21 ottobre 2001   | 15     | St. Louis, MO         | No Mercy                               | |
| 62                           | The Rock            | 2     | 5 novembre 2001   | 34     | Uniondale, NY         | Raw                                    | Il titolo fu rinominato World Championship a seguito della caduta dell'Alliance il 19 novembre 2001. |
| 63                           | Chris Jericho       | 2     | 9 dicembre 2001   | <1     | San Diego, CA         | Vengeance                              | |
| —                            | Unificato           | —     | 9 dicembre 2001   | —      | San Diego, CA         | Vengeance                              | Jericho sconfisse sia The Rock per il World Championship sia Steve Austin per il WWF Championship nella stessa sera, unificando i due titoli per diventare il primo Undisputed WWF Champion. |